# Watampana
 (février 2025).
Watampana est un nom vernaculaire de plantes à fleurs de la famille des Fabaceae ambigu. Ce sont des arbres en Guyane. Il peut faire référence à :
- Macrolobium guianense[1],
- Macrolobium bifolium.